# Яньцин
Яньци́н (кит. упр. 延庆, пиньинь Yánqìng) — район городского подчинения города центрального подчинения Пекин (КНР). Расположен на севере подчинённой городскому правительству территории.

## История
Люди жили в этих местах со времён палеолита. Уже во времена первых китайских государств здесь была организована отдельная административная единица. Из-за стратегического положения этой местности, открывающей путь с севера на Великую китайскую равнину, с древних времён в местных горах строились оборонительные сооружения, впоследствии включённые в единый оборонительный комплекс — Великую китайскую стену.
При империи Мин в 1414 году в этих местах была образована область Лунцин (隆庆州). В связи с тем, что в 1567 году императором был принят девиз правления «Лунцин», то чтобы избежать дублирования названия области с девизом правления область Лунцин была переименована в область Яньцин (延庆州). После Синьхайской революции структура административного деления Китая изменилась, области были упразднены, и область Яньцин была преобразована в уезд Яньцин (延庆县) провинции Чахар.
Когда в 1937 году началась японо-китайская война и эти земли были захвачены японцами, то 4 сентября ими было создано марионеточное Автономное правительство Южного Чахара, и эти земли перешли под его юрисдикцию. 22 ноября 1937 года Автономное правительство Объединённых монгольских аймаков, Автономное правительство Южного Чахара и Автономное правительство Северного Цзинь образовали Объединённый комитет Мэнцзяна. 1 сентября 1939 года Автономное правительство Объединённых монгольских аймаков, Автономное правительство Южного Чахара и Автономное правительство Северного Цзинь объединились в Объединённое автономное правительство Мэнцзяна, разместившееся в Калгане (в составе Мэнцзяна структура Автономного правительства Южного Чахара была преобразована в Южночахарский комиссариат, а в 1943 году Южночахарский комиссариат был преобразован в провинцию Сюаньхуа). В 1945 году Мэнцзян и Япония были разгромлены советскими и монгольскими войсками, и эти земли вернулись в состав Китайской Республики, где в 1946—1949 годах развернулась гражданская война, завершившаяся победой коммунистов.
В 1952 году провинция Чахар была упразднена, и уезд Яньцин вошёл в состав провинции Хэбэй. В 1958 году уезд Яньцин был передан в состав Пекина.
13 октября 2015 года уезд Яньцин был преобразован в район городского подчинения.

## Административное деление
Район Яньцин делится на 11 посёлков, 4 волости и Бадалинскую особую туристическую зону.

## Экономика
В районе выращивают яблоки и виноград.

## Достопримечательности
- Великая китайская стена
  - Бадалин

## Спорт
Во время XXIV Зимних Олимпийских игр в округе прошли соревнования по горным лыжам, бобслею, санному спорту и скелетону.
- Национальный горнолыжный центр
- Национальный санно-бобслейный центр